# Hagar Qim
Hagar Qim (maltesiska:Ħaġar Qim, "Stående stenar") är ett förhistoriskt tempelkomplex som ligger på önationen Malta. Det är ett av de sju Megalittempel på Malta, byggnaden är upptagen på UNESCOs lista över världsarv.

## Byggnaden
Hagar Qim templet ligger på Maltaöns södra del i kommunen Il-Kunsilli Lokali tal Qrendi utanför orten Qrendi cirka 10 km sydväst om huvudstaden Valletta och cirka 500 meter nordöst om Mnajdra.
Tempelområdet består av fyra delar: huvudtemplet i den södra delen, ruiner i norra delen, ett byggnadskomplex i den östra delen samt en grupp megaliter i den västra delen. Det södra templet är det yngsta och bäst bevarade.
Byggnaden är huvudsakligen uppfört i kalkstenblock. Byggnaden består av en central del kantrad av fem sidoabsider (s.k. kor). Entréporten finns mitt i fasaden och utgörs av en s.k. trilithon. Troligen uppfördes den centrala delen först och sedan växte byggnaden omkring. Några av de yttre delarna har egna ingångar och skiljer sig lite i arkitekturen. Vid Oraclets Seat finns byggets största monolit med en höjd på ca 5 meter och ca 6 meter bred och en vikt på ca 20 ton.

## Historia
Hagar Qim templet uppfördes under yngre stenåldern troligen kring Ggantija / Tarxien perioden (Bronsåldern) i Maltas historia ca år 3600 - 3200 f Kr. Byggnaderna klassas bland de första fristående stenbyggnader i historien.
Utgrävningar påbörjades redan år 1839 under ledning av arkeologen T. G. Vance, 1885 inledde A. A. Caruana ytterligare utgrävningar följd av Themistocles Zammit och Thomas Eric Peet 1909. De flesta fynden finns idag på National Museum of Archaeology i Valletta.
1925 upptogs templet på Maltas lista över riksantikvarier.
1949 upptäcktes flera Venusfiguriner inom området.
1980 upptogs templet samt ytterligare 6 megalitiska tempelbyggnader på Malta på UNESCOs världsarvslista.
2017 utgavs ett minnesmynt om 2 euro över området Ħaġar Qim.

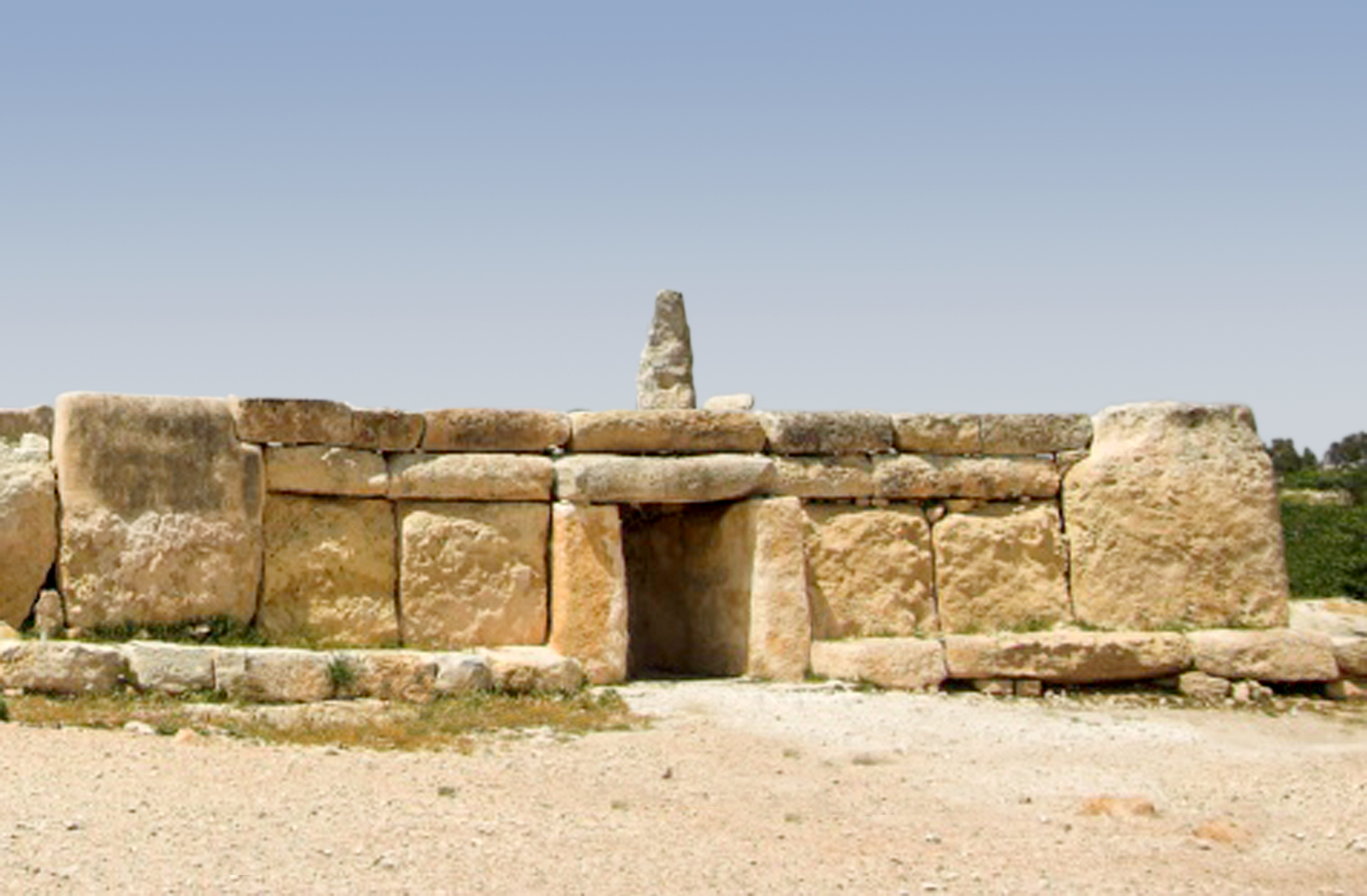
del av fasaden
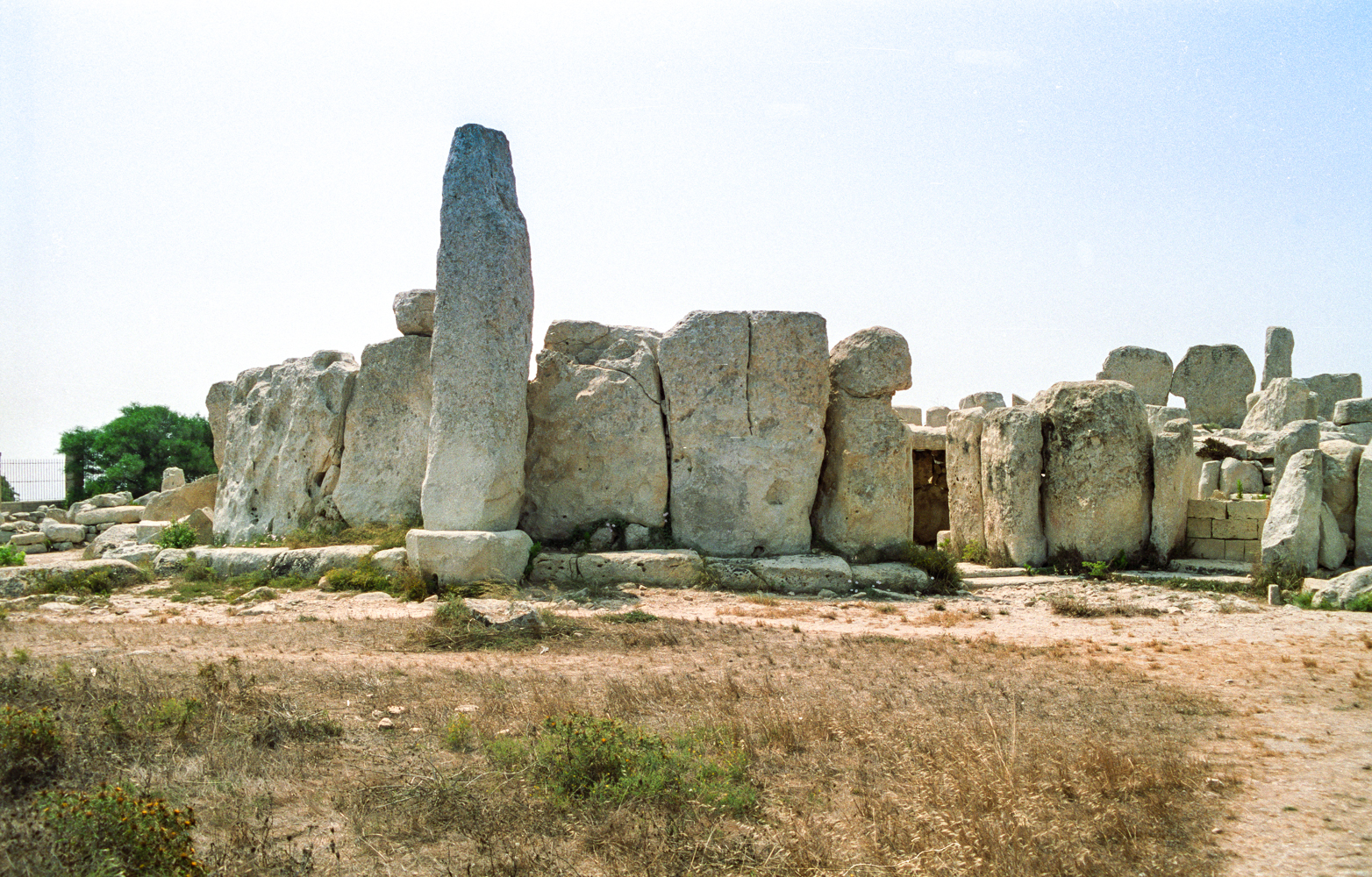
del av Södra Templet
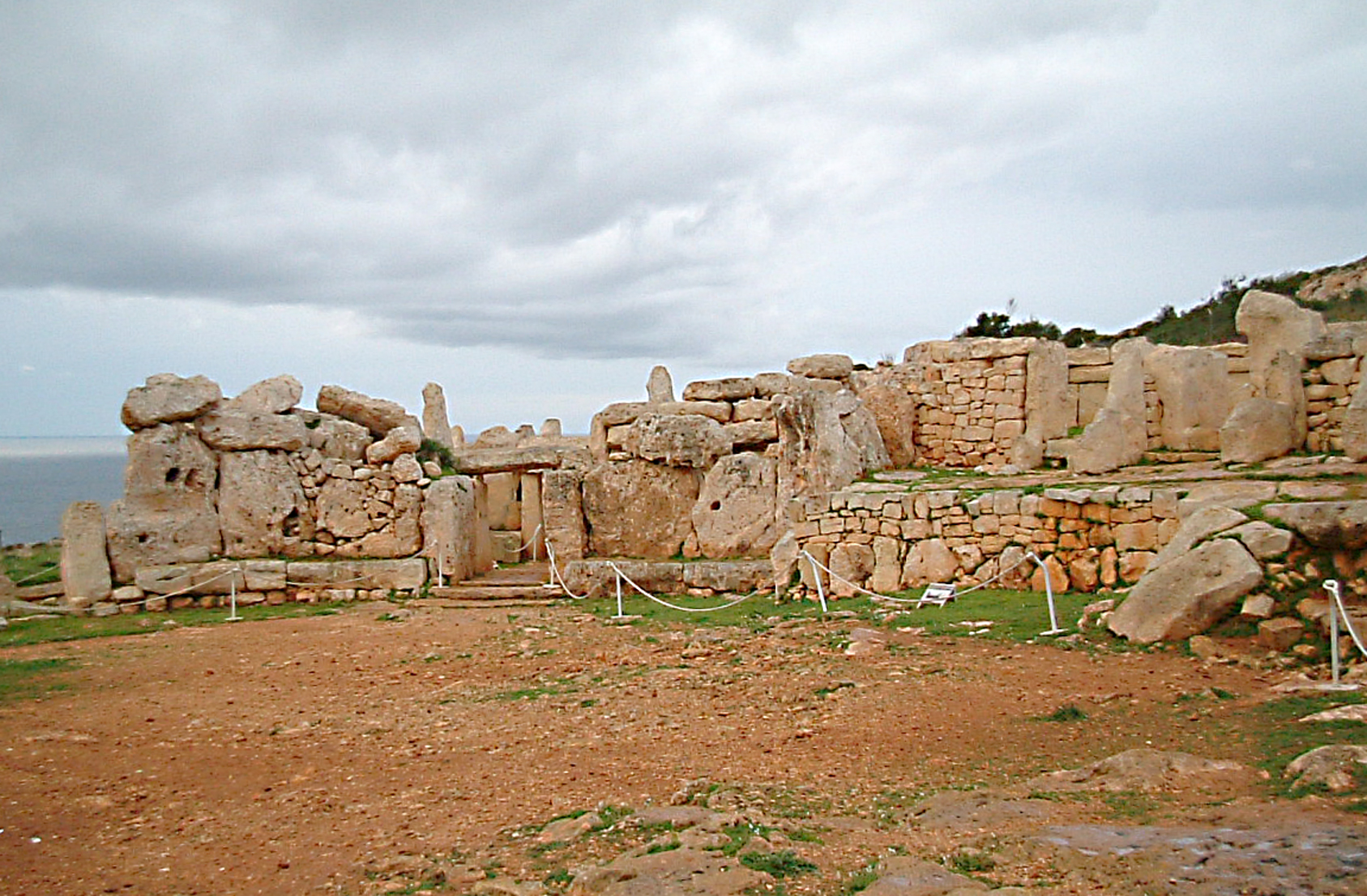
del av Norra Templet
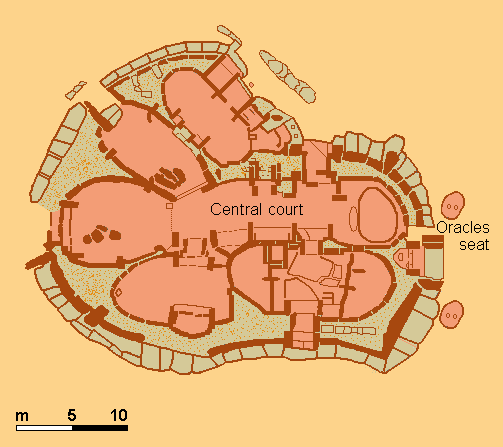
karta över Södra Templet
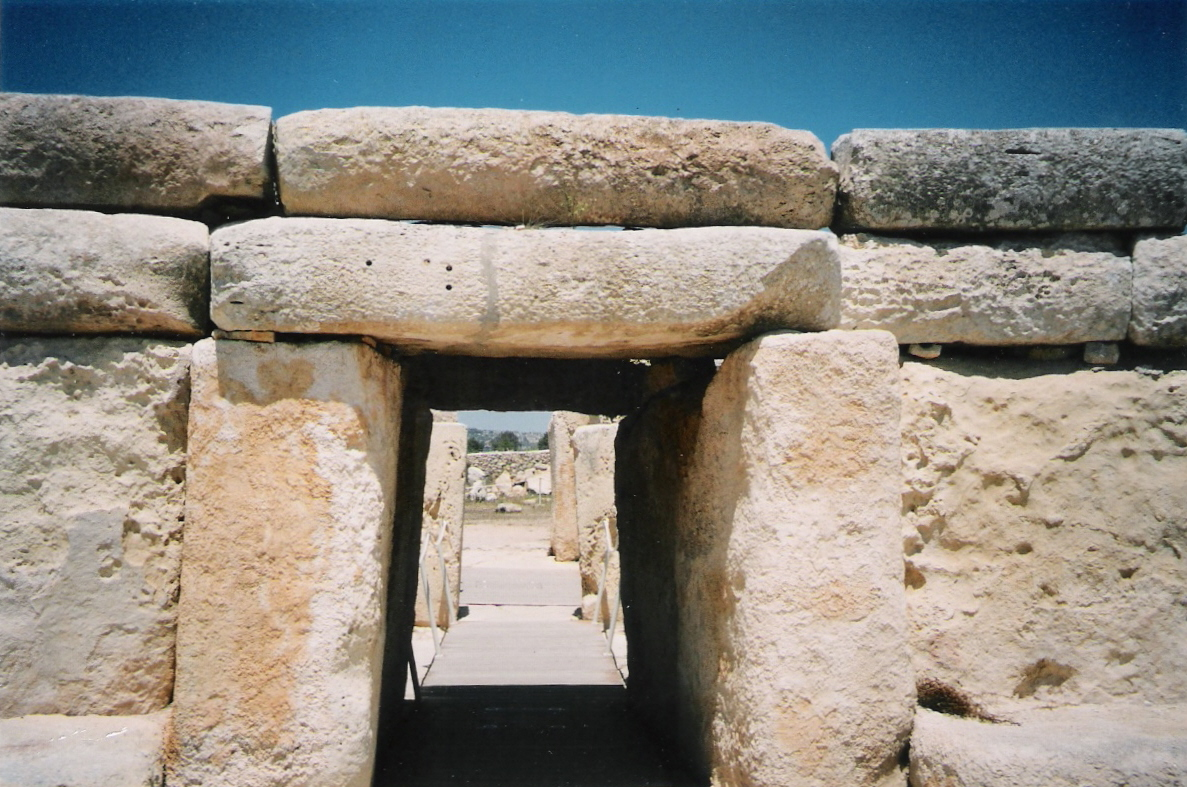
del av entre